# Сократ (фильм, 1991)
«Сократ» — советский художественный телефильм 1991 года режиссёра Виктора Соколова, по мотивам пьесы Максвелла Андерсона «Босоногий в Афинах». Снятый ТПО «Союзтелефильм» в содружестве с кинокомпаниями Ленфильм и Петрополь в 1991 году.

## Сюжет
События фильма развиваются в период с 404 по 399 год до н. э. Место действия — Древняя Греция.
После неудачно закончившейся для Афин Пелопоннесской войны завоеватели-спартанцы перекраивают на собственный лад устоявшуюся афинскую жизнь. Демократия рухнула, власть отдана в руки олигархов, среди которых — жестокий и скорый на расправу Критий. Сократа обвиняют в том, что в поражении Афин есть немалая доля его вины. Философ Ликон не устаёт говорить об этом прилюдно, требуя привлечь Сократа к ответу. У Крития тоже есть повод желать смерти своего бывшего учителя, Сократа спасает только расположение спартанского царя Павсания.
После ухода войск неприятеля и низложения власти тиранов, Ликон находит союзников для обвинения Сократа: посредственного поэта Мелета и богатого кожевника Анита. У них обоих есть личные счёты к мудрецу, упрекавшего первого в бездарности, а второго — в сребролюбии. Мелет подаёт жалобу на Сократа,  обвиняя его в непризнании государственных богов и порче нравов юношества, и требует сурового наказания. Сократу вменяют в вину и то, что Алкивиад, Хармид и Критий, виновные в унижении Афин, были его учениками.
Сократ в ответной речи отвергает все обвинения, но большинство граждан — против него. После голосования становится ясно, что суровый приговор неизбежен. Ученики предлагают ему покаяться. Кроме того, имеется возможность заменить смертный приговор большим штрафом, просить изгнания, наконец бежать. Но Сократ не соглашается ни на одно из этих предложений и покорно принимает смерть, как послушный гражданин, исполняющий решение суда.

## В ролях
- Григорий Аредаков — Сократ
- Евгений Меркурьев — стражник
- Ольга Матешко — Ксантиппа, жена Сократа
- Борис Клюев — Критий
- Александр Галко — Ликон
- Валентина Якунина — Феодота
- Георгий Дрозд — Павсаний
- Виктор Степанов — Анит
- Габриэль Воробьёв — Мелет
- Виктор Гоголев — Критон
- Валерий Кухарешин — Аристокл
- Августин Милованов — Федон
- Саулюс Кизас — Сатир
- Александр Сластин — Креонт
- Лелде Викмане — Бакхида
- Анатолий Шведерский — Ферамен

## Съёмочная группа
- Автор сценария: Михаил Кураев
- Режиссёр: Виктор Соколов
- Оператор: Эдуард Розовский
- Композитор: Шандор Каллош
- Художник: Лариса Шилова
- Художник по костюмам: Валентина Жук